# 长管骗梭螺
长管骗梭螺（学名：Phenacovolva longirostrata），又名独木舟菱角螺，为梭螺科骗梭螺属的动物。分布于日本、南海等海域，属于暖海产。常見于潮间带低潮区至水深一百多米的海底。该物种的模式产地在日本紀伊半島周邊海域。